# Dušan Ćorković
Dušan Ćorković, hrvaški general, * 2. februar 1921, † 23. maj 1980.

## Življenjepis
Leta 1941 se je pridružil NOVJ in KPJ. Med vojno je bil poveljnik več enot.
Po vojni je končal šolanje na Višji vojaški akademiji JLA in postal poveljnik oklepne divizije, načelnik Oddelka oklepnih enot JLA, načelnik Uprave oklepnih enot JLA,...

## Odlikovanja
- Red narodnega heroja
- Red bratstva in enotnosti
- Red vojne zastave